# Bilohirský rajón (Krym)
Bilohirský rajón (Bělogorský rajón, ukrajinsky Білогірський район, rusky Белогорский район) je rajón v Autonomní republice Krym na Ukrajině. Hlavním městem je Bilohirsk (Bělogorsk) a rajón má přibližně 64 tisíc obyvatel. 
Od Krymské krize území fakticky ovládá Rusko, které rajón považuje za součást svého federálního subjektu Republika Krym.

## Sídla v rajónu
| Město: - Bilohirsk (Bělogorsk) | Sídlo městského typu: - Zuja |